# EU-Moldau-Gipfel 2025

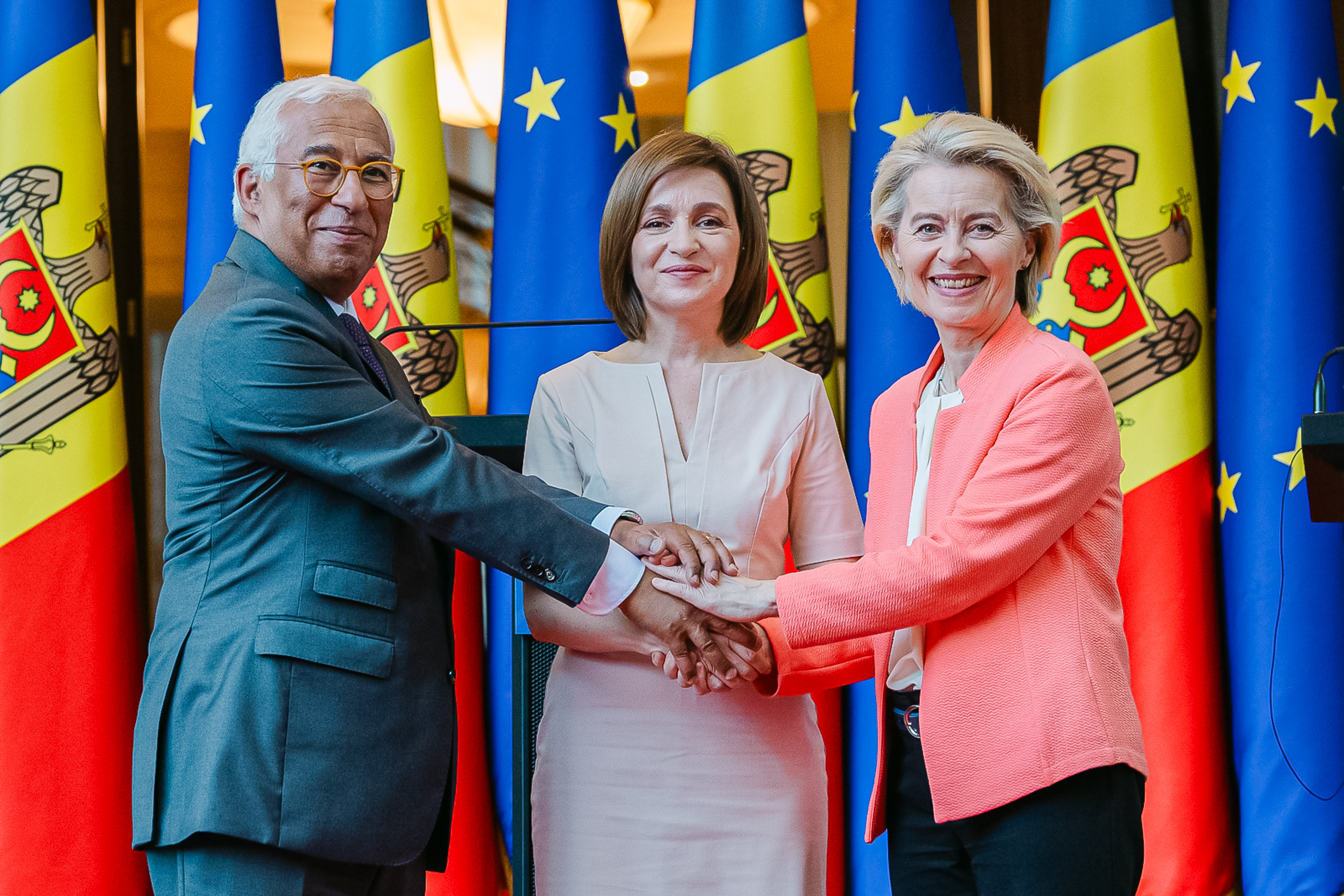
António Costa, Maia Sandu und Ursula von der Leyen beim Gipfel in Chișinău

Das Gipfeltreffen zwischen Vertretern der Europäischen Union und der Republik Moldau fand am 4. Juli 2025 in Chișinău statt. Es war das erste Gipfeltreffen seiner Art und das erste Gipfeltreffen mit einem kleineren EU-Beitrittskandidaten.

## Hintergrund
Wenige Wochen nach dem russischen Überfall auf die Ukraine Ende Februar 2022 stellte Moldau kurz nach dem Beitrittsgesuch Georgiens ebenfalls eines an die Europäische Union. Im Oktober 2024 sprach sich in einem Referendum die Mehrheit der moldauischen Bürger dafür aus, das Ziel des EU-Beitritts in der moldauischen Verfassung zu verankern. Bereits im Juni 2024 waren nach einem Beschluss des Europäischen Rates Beitrittsverhandlungen mit Moldau aufgenommen worden.
Im Osten des Staates sind im abtrünnigen Transnistrien etwa 2000 Soldaten der Streitkräfte Russlands stationiert. Russlands hybride Kriegsführung ziele laut Beobachtern darauf ab, die Republik Moldau unter seinen Einfluss zu bringen. Die Ende September 2025 stattfindende Parlamentswahl stünde unter der Sorge vor möglicher russischer Einflussnahme, die bereits beim Referendum und bei der Präsidentschaftswahl 2024 zum Tragen gekommen sei.

## Teilnehmer
Aufseiten der EU nahmen António Costa – Präsident des Europäischen Rates – und Ursula von der Leyen – Präsidentin der Europäischen Kommission – teil. Die Republik Moldau wurde durch ihre Präsidentin Maia Sandu vertreten. Des Weiteren waren Premierminister Dorin Recean und Parlamentspräsident Igor Grosu anwesend.

## Verlauf und Ergebnis
Das Treffen erfolgte am 4. Juli 2025 in der Reședința de Stat in Chișinău. In einer Rede betonte Ursula von der Leyen, bei einem EU-Beitritt Moldaus würden „alle sicherer, widerstandsfähiger und geeinter“ sein. Die EU stehe an der Seite Moldaus, um dessen europäische Zukunft und den Wunsch nach Unabhängigkeit zu unterstützen.
Sandu erklärte, zum ersten Mal werde Moldau als selbstverständlicher Teil der europäischen Familie angesehen.
Am Ende des Gipfeltreffens veröffentlichten die EU und Moldau eine gemeinsame Erklärung, in welcher der Gipfel als „bedeutender Meilenstein“ hervorgehoben wurde. Weiterhin wurde erklärt, dass die Zusammenarbeit beider Parteien im Zuge des russischen Überfalles auf die Ukraine enger als je zuvor sein werde, sowohl wirtschaftlich als auch politisch. Moldau werde Unterstützung bei der Erlangung des Beobachterstatus in verschiedenen EU-Institutionen erhalten, wie etwa der Agentur der Europäischen Union für Grundrechte, der Europäischen Arzneimittel-Agentur und der Europäischen Umweltagentur.
Von der Leyen kündigte während des Gipfels die Freigabe von 270 Millionen Euro aus dem EU-Wachstumsplan für Moldau an. Er solle der besseren Gesundheitsversorgung (durch den Bau eines Regionalkrankenhauses in Bălți), Ertüchtigung der Infrastruktur (konkret des Nahwärmenetzes in Chișinău) und der Senkung der Strom- und Gaspreise zugutekommen. Des Weiteren wurde die Aufnahme Moldaus in den SEPA-Zahlungsraum verkündet, die bereits im März beschlossen wurde. Zudem soll Moldau ab 2026 Teil des EU-Roamings werden. Ebenfalls bereits früher im Jahr hatten beide Seiten zudem eine Zwei-Jahres-Strategie vereinbart, um die Energieversorgung Moldaus von Russland abzukoppeln und voll in den Energiemarkt der EU zu integrieren.

## Rezeption
Von Journalisten wurde der Gipfel als „historisch“  bezeichnet. Klaus Remme vom Deutschlandfunk ordnete das Treffen als „Rückenstärkung“ ein, die jedoch rein symbolischer Natur sei. Obwohl die EU Wirtschaftshilfen für Moldau in Aussicht gestellt habe und die ersten 270 Millionen Euro freigegeben habe, sei die Weiterführung des Beitrittsprozesses in die EU das eigentliche Versprechen, auf das man in Chișinău warte.